# Portret kobiety w mantyli
Portret kobiety w mantyli (hiszp. Retrato de dama con mantilla) – obraz olejny hiszpańskiego malarza Francisca Goi (1746–1828). Od 1991 obraz należy do rządu Aragonii i jest eksponowany w Museo de Zaragoza.

## Okoliczności powstania
Po zakończeniu hiszpańskiej wojny niepodległościowej, toczonej przeciwko Napoleonowi i przywróceniu monarchii absolutnej, w Hiszpanii zapanował terror i prześladowania liberałów, zwolenników konstytucji oraz popierających Francuzów (tzw. afrancesados – sfrancuziałych), z którymi sympatyzował Goya. Obawiając się konfiskaty majątku i poważniejszych represji w 1824 roku Goya wyjechał do Bordeaux, miasta skupiającego hiszpańską burżuazję na emigracji. Portret damy w mantyli powstał w Madrycie, na krótko przed wyjazdem Goi do Francji.

## Identyfikacja portretowanej
Brak jednoznacznej dokumentacji pozwalającej na identyfikację portretowanej. Historyk sztuki Xavier de Salas uważał, że ten portret oraz jeden z czarnych obrazów Goi pt. Leokadia Zorrilla, służąca artysty przedstawiają tę samą osobę. W obu przypadkach jest to tylko przypuszczenie, iż chodzi o Leokadię Zorrillę (1788–1856), kochankę malarza. Leokadia zamieszkała z Goyą krótko po śmierci jego żony i opiekowała się nim do końca życia. Portret podobnie interpretują historycy Gudiol i Camón Aznar. Historyczka sztuki María Luisa Cancela Ramírez de Arellano uważa, że dzieło przedstawia inną kobietę, dojrzalszą i starszą od Leokadii, która w roku śmierci artysty miała 39 lat.

## Opis obrazu
Obraz przedstawia dojrzałą kobietę ubraną w czarny strój. Ma na sobie mantylę oraz złote kolczyki i naszyjniki. Jej ramiona są lekko obrócone względem osi ciała, co nadaje pozie kobiety wyniosłego charakteru. Uwagę widza przykuwa jej twarz i bezpośrednie spojrzenie zdradzające energiczność i siłę charakteru. Goya podkreśla mocne rysy twarzy, duże oczy i grube brwi. Ledwie zarysowany uśmiech wydaje się ironiczny. Jest to dość osobiste przedstawienie, wskazujące na to, że malarz dobrze znał portretowaną.
Goya malując portrety swoich znajomych, pomijał zbędne szczegóły i koncentrował się na osobowości portretowanej osoby. Stosował także prostą kompozycję i neutralne tło, w ograniczonej palecie barw dominowały ciemne odcienie. W przypadku kobiety w mantyli jej blada karnacja kontrastuje z ciemnym strojem i tłem, które zlewają się ze sobą.
Szybkie pociągnięcia pędzlem są widoczne na biżuterii oraz w wykończeniu opadającej na ramiona mantyli. Niektórzy historycy widzą w tym portrecie zapowiedź romantyzmu. Według José Gudiola technika jest zbliżona do Portretu damy w czarnej mantyli, którego bohaterka również pozostaje niezidentyfikowana.

## Proweniencja
Obraz należał do kolekcji Gustava Bauera (Madryt), a następnie Emila Bührle’a (Zurych) i innej nieznanej kolekcji prywatnej. 28 lutego 1991 rząd Aragonii kupił go na publicznej aukcji w domu aukcyjnym Edmund Peel w Madrycie i zdeponował w Museo de Zaragoza.